# 胡士鰲
胡士鰲（1543年—？），字爾潛，號葵南，福建漳州府詔安縣人，軍籍，明朝政治人物。

## 生平
隆慶四年（1570年）庚午科福建鄉試第四十五名，萬曆五年（1577年）丁丑科會試第二十八名，登三甲第三十五名進士。初任江阴县知县，升户部陕西司主事，歷河南司员外郎、湖广司郎中，萬曆十七年（1589年）任浙江杭州府知府，二十年因事被降职。歷任登州府同知，升青州府知府，萬曆二十七年五月因庇护益都知县吴宗尧，被采矿太监陈增弹劾，降职为河东盐运司同知，不久辞官归乡。

## 家族
曾祖胡洪睿；祖父胡清，贈承德郎南京太僕寺寺丞；父胡文，曾任高州知府。母鄧氏（封安人）。